# O dveh bratih in velikanih
O dveh bratih in velikanih je slovenska ljudska pravljica, ki jo je zapisal Gvidon Sajovic. Izšla je v knjigi Slovenske narodne pravljice, ki je bila prvič izdana leta 1955 in pozneje večkrat ponatisnjena.

## Vsebina
Pravljica pripoveduje o dveh bratih, ki sta morala doma trdo delati, za plačilo pa sta od staršev dobila več klofut kot pa hrane. Tako nekega dne med delom v gozdu brata skleneta oditi od doma in v svetu poiskati srečo. Dogovorita se tudi, da se čez pol leta dobita na istem mestu ter tako preverita, kako živi vsak od njiju. Mlajši brat gre tako proti vzhodu in proti večeru pride do velike votline, v kateri so prebivali velikani, ki so bili zelo neusmiljeni in so jedli tudi človeško meso. Deček tega seveda ni vedel in se je odločil prespati v votlini. Skril se je pod posteljo. Medtem so prišli velikani domov in legli k počitku. Dečka je bilo zelo strah in ni mogel niti zatisniti očesa, pač pa je poslušal pogovor velikanov. Prvi velikan je rekel, da bo jutri odšel po lepo mlinarjevo deklico, drugi je rekel da bo odšel po velik zaklad, ki je zakopan pod drevesom, zraven katerega živi reven tesar, ki pa o zakladu nič ne ve, tretji je rekel, da ve za grad, kjer morajo ljudje daleč nositi vodo, čeprav je poleg gradu kamen, na katerem sedi velika žaba in veruje studenec, ki izvira pod njim. To žabo ima namen ubiti in pokazati studenec graščaku, za kar ga bo bogato obdaril. Četrti pa je rekel, da bo z jabolko iz jablane, ki raste pred njihovo votlino ozdravil na smrt bolno kraljevo hčerko, kralj pa ga bo nagradil tako, da mu jo bo dal za ženo. Mlajši brat, skrit pod posteljo je počakal, da velikani zaspijo, nato pa je potiho zlezel iz votline, odtrgal jabolko ter odšel. Najprej je tekel k mlinarju in mu rekel naj pazi na hčerko, ker mu jo namerava ugrabiti velikan. Nato je tekel k tesarju, mu rekel naj poseka drevo in izkoplje zaklad. Le-ta je to storil ter zaklad delil z njim. Potem je mlajši brat šel do graščaka ter mu povedal za studenec. Žabo so res ubili ter prišli do vode, za to pa ga je graščak bogato obdaril. Nato pa je odšel še v kraljevo palačo, kjer je s pomočjo jabolka ozdravil lepo kraljevo hči. Za nagrado jo je dobil za ženo, dobil pa je tudi veliko imetje in grad. V tem je minilo pol leta in brata sta se dobila na dogovorjenem mestu. Starejšemu bratu se je medtem slabo godilo. Mlajši brat mu je povedal svojo zgodbo in ga povabil k sebi na grad. Vendar starejši brat povabila ni sprejel, ampak je odšel v votlino velikanov, saj je upam da bo tudi njemu naklonjena sreča. Tja pa so se ravno vrnili nejevoljni velikani, saj so vsepovsod prišli prepozno. Ker so sumili, da jim je nekdo prisluškoval so sklenili preiskati votlino. Pod posteljo so našli starejšega brata in ga požrli. Mlajši brat pa je še dolgo živel na gradu srečno in zadovoljno s kraljevo hčerjo.

## Izdaje
- Slovenske narodne pravljice, Mladinska knjiga, 1955
- Slovenske narodne pravljice, Mladinska knjiga, 1959
- Slovenske narodne pravljice, Mladinska knjiga, 1964
- Slovenske narodne pravljice, Mladinska knjiga, 1965
- Slovenske narodne pravljice, Mladinska knjiga, 1972
- Slovenske narodne pravljice, Mladinska knjiga, 1974
- Slovenske narodne pravljice, Mladinska knjiga, 1976
- Slovenske narodne pravljice, Mladinska knjiga, 1978
- Slovenske narodne pravljice, Mladinska knjiga, 1989
- Slovenske narodne pravljice, Mladinska knjiga, 1997
- Slovenske narodne pravljice, Mladinska knjiga, 2000
- Slovenske narodne pravljice, Karantanija, 2001
- Slovenske narodne pravljice, Mladinska knjiga, 2004